# 静岡市立清水袖師小学校
静岡市立清水袖師小学校（しずおかしりつ しみずそでししょうがっこう）は、静岡県静岡市清水区袖師町にある公立小学校。

## 沿革
- 1872年（明治5年） - 嶺村に「焉知塾」、横砂に「種徳舎」、西久保に「弘道舎」を創立[1]。
- 1889年（明治22年） - 袖師村誕生に伴い「袖師尋常小学校」発足[1]。
- 1903年（明治36年） - 現在地に移転新築[1]。
- 1929年（昭和4年） - 校章を制定[1]。
- 1951年（昭和26年） - 「庵原郡袖師町袖師小学校」に改称[1]。
- 1961年（昭和36年） - 清水市との合併により、「清水市立袖師小学校」に改称[1]。
- 1965年（昭和40年） - 校歌の制定[1]。
- 1966年（昭和41年） - 校旗の制定[1]。
- 1971年（昭和46年） - 袖師山完成[1]。
- 1979年（昭和54年） - 体育館落成[1]。
- 1989年（平成元年） - 創立100年（わんぱくランド、ゆうかり太郎他）[1]。
- 2003年（平成15年） - 静岡市との合併に伴い、「静岡市立清水袖師小学校」に改称[1]。

## 通学区域
清水区

| - 袖師町 - 西久保 - 西久保一丁目の一部 - 宮下町の一部 - 矢倉町の一部 | - 横砂 - 横砂中町 - 横砂西町 - 横砂東町 - 横砂本町 | - 横砂南町 |

## アクセス
- しずてつジャストライン山の手線・清水厚生病院線 「袖師小学校入口」停留所から、徒歩3分